# انفجار معمل تكرير السكر في جورجيا 2008
انفجار معمل تكرير السكر في جورجيا عام 2008 كان كارثة صناعية حدثت في 7 من فبراير عام 2008 في بورت وينتورث، جورجيا الولايات المتحدة.أربعة عشرة شخصا قتلوا وأربعين جريح عندما حدث انفجار الغبار في معمل تكرير السكر المملوك من قبل إمبراطورية السكر. وقد كانت انفجارات الغبار قضية تثير القلق لدى سلطات الولايات المتحدة منذ ثلاثة حوادث مميته في عام 2003 , مع الجهود المبذولة لتحسين السلامة وتقليل خطر تكراره، معمل تكرير السكر كبير وقديم يتميز بطرق البناء التي عفا عليها الزمن، ويعتقد أن هذه العوامل قد ساهمت في شدة الحريق. وقد تم تضييق مصدر  الانفجار إلى وسط المصنع.  ويعتقد أنه حدث في قبو تحت صوامع التخزين. استبعدت التحقيقات التي أجرتها وزارة العدل النشاط الإجرامي المتعمد في عام 2013. نتجت هذه الكارثة، تم  اقتراح تشريع جديد للسلامة. الاقتصاد المحلي انخفض بسبب اغلاق المصنع. الإمبراطورية اعتزمت إعادة البناء والعودة للإنتاج بنهاية عام  2008 , بمباني مستبدلة تكمل صيف السنة المقبلة. بعض الضحايا قدموا دعاوى قانونية  للأضرار التي لحقت بهم  ضد المالك والشركة استأجرت عمال لتنظيف معمل التكرير. الامبراطورية قالت ان هذا الانفجار كان السبب الرئيسي لخسارة كبيرة  في الربع الأول من  عام 2008.أصدر مجلس السلامة الكيميائية الأمريكي CSB تقريره عن الحادث في سبتمبر 2009 , قائلين إن الانفجار كان «يمكن منعه بالكامل». تحقيقات إدارة السلامة والصحة المهنية ومكتب الكحول والتبغ والأسلحة النارية والمتفجرات استنتجت أيضا ان غبار السكر وقود انفجار كان من الممكن منعه. بحلول سبتمبر 2010 تم تقديم اربع واربعون دعوى في محكمة مقاطعة تشاتام ضد إمبراطورية السكر و/ أو متعهد التنظيف الخاص بهم. تم تسوية ثمانية عشر.       

## الخلفية
معمل تكرير السكر عبارة عن مبنى من أربعة طوابق على ضفة نهر سافانا. قامت إمبراطورية السكر ومقرها شوجر لاند تكساس، بشراء المعمل واسم العلامة التجاري في عام 1997 من مالك محلي سابق.  معروف منذ البناء كمعمل ديكسي كريستال، كان صاحب العمل الرئيسي في البلدة التي يبلغ عدد سكانها 3500 قبل الكارثة.  تم بناء المعمل في عام 1916 من قبل 400 شخص تم نقلهم من لويزيانا خصيصا لهذا الغرض، وافتتحت في العام التالي. اشترت الامبراطورية المعمل مع سافانا للاغذية لتشكل جزءا من شبكة التوريد والتوزيع الوطنية لتلبية الطلبات من شركات مثل بيغلي ويغلي وول مارت وجنرال ميلز. يقع المعمل على مساحة 160 فدانا (0.65 كيلومتر مكعب، 0.25 ميل مربع) وانتشرت على مساحة 872.000 قدم مربع (81.000متر مكعب) منها. هذه كانت ثاني أكبر شبكة في الولايات المتحدة. وصف العمال المصنع بأنه عتيق، حيث يرجع معظم تاريخ الآلات إلى أكثر من 28 عام. وقالوا ان الموقع ظل يعمل لأنه يتمتع  بوصول جيد إلى خطوط السكة الحديدية والشحن للنقل.في السنة المالية الاخيرة الكاملة قبل الكارثة، التي انتهت في 30 سبتمبر 2007, قام المعمل بتكرير 14.51 مليون  رطل من السكر، 9 % من متطلبات الأمة مقارنة بمعامل الامبراطورية في غراميسي لويزيانا، التي قامت بتكرير 11.08 مليون رطل من السكر في نفس الفترة الزمنية، 90 % من السكر الخام الذي تم توريده للمنشأة جاء من الخارج في تلك السنة، توقعت الشركة أن تأتي «الغالبية العظمى» من الخارج في عام الانفجار أيضا.  في الفترة التي سبقت الانفجار، واجهت إمبراطورية السكر صعوبات مالية. في السنة المالية المنتهية في 30 سبتمبر 2007, تراجعت المبيعات بنسبة 8 %, بينما انخفضت  الأرباح بنسبة 50% عن الربع الرابع في ذلك العام، وانخفض المخزون أيضا بمقدار النصف منذ أبريل 2007 , آخر تقريرين سنويين من الامبراطورية قبل الانفجار قالوا إن الضرر الذي يلحق بالمنشأة في بورت وينتورث «سيكون له تأثير مادي على أعمال الشركة، ووضعها المالي، ونتائج العمليات والتدفقات النقدية».                                                                                                                                                 
وفي الوقت نفسه، في عام 2004 أجرى مجلس السلامة الكيميائية والتحقيق في المخاطر دراسة حول المخاطر التي تمثلها انفجارات الغبار بعد ثلاثة حوادث مميته في العام السابق. في انفجار غرب الخدمات الصيدلانية قتل ستة أشخاص، قتل انفجار مصنع تصنيع الألياف الزجاجية  سبعة أشخاص، وقتل انفجار مصنع هايز لميرزا لقطع السيارات شخص واحد، حسب التقرير. أظهر التقرير أنه بين العام 1980 وعام 2005 كان هناك 281 انفجارا ينطوي على غبار قابل للاشتعال مما أدى إلى 119 حالة وفاة و 718 اصابة. وخلص المجلس إلى أن انفجارات الغبار تشكل خطرا شديدا وقدمت عددا من التوصيات لإدارة السلامة والصحة المهنية. وقد تم تنفيذ هذه الإجراءات جزئيا بحلول عام 2008. واستمر المجلس في القلق بشأن احتمال وقوع المزيد من الحوادث حتى حدث مشهد الانفجار في معمل الإمبراطورية.                                                                                                                                             

### الانفجار والاستجابة للطوارئ
وقع الانفجار الساعة 7 مساء بالتوقيت المحلي في ما كان يعتقد في البداية أنه غرفة حيث كان العمال يعبئون فيها السكر أفاد شهود  من نهر السافانا في ولاية كارولينا الجنوبية برؤية السنة لهب تنطلق لعدة طوابق عالية كان هناك 112  موظفًا في الموقع في ذلك الوقت. وقع الانفجار في وسط المصفاة، حيث تم تزويد منشآت التعبئة والتخزين بمنتج كامل بواسطة شبكة من المصاعد والأحزمة الناقلة. كان العديد من من الطوابق هناك ستة إلى ثمانية طوابق عالية مع وجود فجوات ضيقة بينهما. استجابت سيارات الإسعاف للمشهد من 12 مقاطعة، ورجال الإطفاء من ثلاث مقاطعات. وخفر سواحل الولايات المتحدة أغلقت النهر في المنطقة واستخدم رجال الإطفاء القوارب لإخماد الحريق الناتج من النهر. واستخدمت طائرة هيلكوبتر لتفتيش النهر بحثا عن أي شخص ربما قد ألقي به الانفجار.   تم جلب عمال المصفاة للمساعدة في عمليات البحث والإنقاذ، حيث لم يكونوا موظفو خدمات الطوارئ على دراية بنية المصنع. كانت جويس بيكر وهي عاملة في الصليب الأحمر من بين أول الواصلين وذكرت أن الأمر بمثابة «الدخول إلى الجحيم», حيث كان هناك بعض الأشخاص الذين تعاملت معهم لم يكن لديهم «جلد على الإطلاق».في حين ان البعض الآخر كان«يقطر منهم فقط».وكالة إدارة طوارئ جورجيا نبهت المستشفيات المحلية لإعداد لاستقبال 100 إصابة. وصف الطبيب في مستشفى ميموريال هيلث المرضى الذين يصلون إلى الفرز يختلفون في حالة الإصابة من حروق طفيفة على ايديهم الي من تلقى 80-90% من الحروق.والعديد منهم في حالة حرجة، وواحد يعاني من 95% حروق. تراوحت أعمار الضحايا من 18 إلى 50. تم وضع العديد من الضحايا في غيبوبة اصطناعية لأنهم كانوا على معدات دعم الحياة.تم نقل طائرات هليكوبتر إلى مركز جوزيف م.ستيل بيرن المتخصص في اوغوستا، جورجيا على بعد حوالي ساعة. توفي خمسة من المصابين في وقت لاحق أثناء تلقي العلاج.    تم استخدام كنيسة قريبة من المعمل كنقطة للعائلات التي تبحث عن معلومات عن الأقارب العاملين بالمصنع. حضر الكثير من الناس حتى طلبت الشرطة أن ترسل كل اسرة ممثلا واحدا فقط. وفي ختام يوم الانفجار، كان ستة أشخاص مفقودين، دون تأكيد وقوع قتلى.بين عشية وضحاها تم الكشف عن العديد من الحرائق.في اليوم التالي أعيد فتح معظم امتداد النهر البالغ طوله خمسة أميال الذي تم اغلاقه مسبقا دون قيود على الرغم من بقاء دورية في مكانها لفرض منطقة أمان واعاقت القيود النهرية سفينة صادرة واثنتان قادمتان  كان هناك أيضًا انسكاب نفطي بسيط ناشئ عن المعدات في رصيف المصفاة  غير المشغول ونادراً ما يستخدم  أدى الانفجار إلى إضعاف هيكل المنشأة بشكل خطير، مما جعلها غير مستقرة للغاية،  وكان هناك ضرر كبير من الدخان. تم تدمير منطقة التعبئة بالكامل وتم تدمير 12% من المصفاة بسبب الانفجار  بدأت إزالة  الحطام في اليوم التالي للحادث بمساعدة المهندسين الانشائيين. تم العثور على المفقودين الستة في ذلك، ثلاثة منهم كانوا في إنفاق تجري تحت المصنع.وبلغت حصيلة القتلى 13. كان هذا أول إغلاق رئيسي للمعمل الأمريكي للسكر منذ أغلقت أمريكان شوجر رفانين التابع لشركة دومينو شوجر مصنعها في تشميت، لويزيانا في أعقاب إعصار كاترينا. بحلول 14 فبراير 2008 , تم اخماد أسوأ حريق.ظلت صوامع تخزين السكر التي يبلغ ارتفاعها 100 قدم (30م) مشتعلة على الرغم من محاولات إخماد الحريق عن طريق غمرها بالاف غالونات من الماء من طائرة هليكوبتر. تم استدعاء أطقم ومعدات متخصصة لإنجاز العمل في معالجة السكر المنصهر في الصوامع. في ذلك الوقت تم انتشال سبع جثث، وتوفي الشخص الثامن في المستشفى.

#### التحقيق
تم  تحديد موقع الانفجار بسرعة كمبنى يستخدم لتخزين السكر المكرر قبل تعبئته واثنان من ثلاثة صوامع تخزين  الخرسانة المسلحة بسماكة 100 قدم (30 م) و 18 بوصة (46 سم) بجواره.وفقا لما ذكره الرئيس التنفيذي لشركة إمبراطورية السكر جون شيبتور فإن غبار السكر المتراكم من المحتمل أن يكون بمثابة بارود. نجا شيبتور، الذي كان بالمصنع في وقت الانفجار فقط لأنه كان محميا بواسطة جدار حماية. كان لا بد من استخدام معدات ثقيلة لدعم الهيكل المنهار جزئيا قبل أن يتمكن رجال الأطفال من دخوله للبحث عن الضحايا. في غضون 24 ساعة تم تحديد أن المادة المتفجرة هي غبار السكر. تم إطلاق التحقيقات الفدرالي من قبل إدارة السلامة والصحة  المهنية OSHA ومجلس السلامة الكيميائية CSB وأجروا مقابلات مع الشهود، وفحص الوثائق، وأجروا فحصا ميدانيا للمصنع. إدارة السلامة والصحة المهنية (OSHA)  وصلت خلال ساعتين بينما مجلس السلامة الكيميائية (CSB) وصل خلال 48 ساعة.    بعض التحقيقات الموجزة  تمت من خلال رجال إطفاء الولاية الشرطة ومكتب الكحول والتبغ والأسلحة النارية والمتفجرات، لكن تم انهائها بسرعة بعد التأكد من عدم وجود أدلة على وقع الانفجار والحريق عمدا. في مؤتمر صحفي عقد في 17 فبراير 2008 , واحد من ستة أعضاء من إدارة السلامة والصحة المهنية قال إن الانفجار أظهر الخطر المستمر لانفجارات الغبار  على الرغم من أن تقريرهم يسلط الضوء على الأمر عام 2004 . لم يستطيعوا المحققين الدخول إلى الصوامع لأن إدارة السلامة والصحة المهنية  قالت لهم ان الوضع خطير بعد الانفجار، كانوا يستطيعون فقط الدخول  بعد هدم الصوامع . في الوقت الذي حدث هذا بعد أربع أشهر من الحادث، اعتقد  المحققين أن الانفجار بدأ في القبو تحت الصوامع، والتي تم من خلالها تغذية السكر إلى مبنى التعبئة والتغليف على احزمة النقل .يعتقد أن مواد البناء القديمة في المصنع قد ساهمت في شدة الحريق . كان السقف مصنوع من الخشب ومركب على طريقة اللسان والأخدود . الكريوسوت المستخدم كان يعرف ب «أخف الدهون» بسبب خطر الحريق الذي يشكله. المقابلات التي أجرتها إدارة السلامة والصحة المهنية عن نقص تدريب  لدى موظفي إمبراطورية السكر، حيث أفاد 40 من العمال أنهم لم يتلقوا أي تدريب على كيفية الخروج من المبنى في حالة الطوارئ .تذكر خمس موظفين فقط التدريب على الحرائق. 

#### اعقاب الحادثة
أغلقت الشركة معمل الإمبراطورية في لويزيانا بعد ستة أسابيع من كارثة بورت وينتورث، بسبب مخاوف من حدوث انفجار مماثل هناك  تم منعها من العمل لأكثر من أسبوع.وقد غرمت إدارة السلامة والصحة المهنية شركة الإمبراطورية بمبلغ 36000 دولار بسبب مخالفات تشريعات السلامة في هذا المصنع استمر 371 عامل في مصنع جورجيا في تلقي المدفوعات من الامبراطورية، وتم إعادة توظيف 275 للمساعدة في تنظيف وهدم أجزاء من المصفاة التي لا يمكن إنقاذها. بدأ العمل في 18 أبريل 2008، بعد أن أكد مجلس الامبراطورية نيته إعادة البناء. كانت الخطة لعودة المصنع إلى تكرير السكر بحلول نهاية عام 2008.هدم صوامع السكر استمر في  في 24 يونيو 2008 باستخدام كرة حطام . كان من المقرر الانتهاء من بناء عبوات بديلة وصوامع سكر جديدة بحلول صيف 2009. وأثناء الهدم، تم استعادة 2,800,000 رطل (1,300,000 كجم) من السكر المقوى بالنار من صومعة، و 500,000 رطل (230,000 كجم) أخرى من الصومعة. تأمل الشركة في إعادة تدوير المنتج لإنتاج الإيثانول .  في الربع الأول من عام 2008، سجلت إمبيريال خسارة قدرها 15.5 مليون دولار، والتي قالوا إنها ترجع أساسًا إلى الانفجار.  عانى بورت وينتورث من ركود اقتصادي بعد الحادث، حيث فقدت الشركات المحلية العديد من العملاء.  تم شراء إمبريال شوجر في عام 2012 من قبل مجموعة لويس دريفوس . 

##### تقارير من إدارة السلامة والصحة المهنية OSHA ومجلس السلامة الكيميائية CSB
في غضون شهر من الحادث،  إدارة السلامة والصحة المهنية (OSHA) خوفا من أن الموظفين المعنيين قد لا يعلمو أن منشآتهم تعرضت لخطر انفجار الغبار، أرسلوا رسالة 30.000 موظف لتحذيرهم من انفجارات مماثلة قد تحدث .كما اقترحت إدارة السلامة والصحة المهنية (OSHA) قانون انفجار الغبار القابل للاشتعال ومنع الحرائق لعام 2008، وهو مشروع قانون جديد يهدف إلى إدخال لوائح للحد من مخاطر انفجارات الغبار مرر مشروع القانون مجلس النواب الأمريكي ولكنه لم يقر مجلس الشيوخ الأمريكي أبدًا . في عام 2009، بدأت OSHA في تطوير معيار اتحادي للغبار القابل للاحتراق. قدم الكونغرس مشروع قانون في عام 2013 يطالب OSHA بإصدار معيار مؤقت قائم على المعيار الطوعي القابل للاحتراق الذي وضعته الجمعية الوطنية للوقاية من الحرائق . أصدر مجلس السلامة الكيميائية تقريره في سبتمبر 2009، قائلاً إن الانفجار «يمكن منعه بالكامل». وأشارت إلى أن شركة السكر كانت على علم بخطر انفجارات الغبار منذ عام 1926. على وجه التحديد، أعربت مذكرات المديرين الداخلية للشركة من قبل المديرين في عام 1967 عن قلقهم من احتمال حدوث انفجارات من غبار السكر. قامت إمبراطورية السكر  مؤخراً بإجراء تغييرات في البناء مكنت تراكم غبار السكر. لم تمارس أبداً إجراءات الإخلاء، وكان نقص الإضاءة في حالات الطوارئ يعني أن الناس كانوا محصورين في الممرات والأنفاق المظلمة في وقت الانفجارات. القضايا القانونية: استمر ضحايا الكارثة في رفع دعاوى ضد شركة إمبراطورية السكر ومقاول البناء. بحلول سبتمبر 2010، تم رفع 44 دعوى مدنية في محكمة مقاطعة تشاتام فيما يتعلق بالانفجار، وتم تسوية ثمانية عشر دعوى.  رفضت محكمة الاستئناف الحكومية محاولة من قبل محامي المدعى عليهم لاستئناف ما قبل المحاكمة في قضيتين متصلتين في محاولة للحد من الأضرار.  في عام 2011، قام لورانس مانكر جونيور، عامل السكر الإمبراطوري الذي خضع لـ 70 عملية جراحية للحروق التي تغطي 85 ٪ من جسده بعد انفجار المصنع، بتسوية دعواه مع الشركة مقابل مبلغ لم يتم الكشف عنه. وكان الضحية الأخيرة التي تركت وحدة الحروق في المستشفى. في مارس 2008، رفعت راكيل إسلاس، عاملة أحترقت أذرعها، دعوى ضد شركة سافانا ستوكس للمقاولات، التي كانت شركة إنشاءات متعاقدة. في أبريل 2008، رفعت أرملة شلاثيا هارفي دعوى قضائية ضد ستوكس، وكذلك سافانا للأغذية. كانت شركة فرعية مملوكة بالكامل بعد أن اشترتها الإمبراطورية  وكان المصنع لا يزال مملوكًا باسمها. في أغسطس 2008، توفي مالكولم فرايزر متأثرا بجراحه، ليصل إجمالي عدد الوفيات إلى أربعة عشر. فرايزر، الذي عانى من حروق أكثر من 85٪ من جسده، مات في مركز جوزيف إم ستيل، حيث بقي منذ الانفجار.وزارة العمل طلبت من إد تارفر، المدعي العام الأمريكي للمنطقة الجنوبية في جورجيا، ومتابعة الملاحقة ضد إمبراطورية السكر ومديريها  استشهدت إدارة السلامة والصحة المهنية (OSHA) بـ 124 انتهاكًا للسلامة، ووجدت أن الشركة تصرفت «بلا مبالاة واضحة أو تجاهل متعمد لسلامة الموظفين وصحتهم».  قال تارفر إنه لم يكن هناك ما يكفي من الأدلة على تجاهل متعمد أو عدم مبالاة واضحة لتوجيه اتهامات جنائية ضد الامبراطورية. كما أشار إلى عدم وجود قوانين جنائية اتحادية تتعلق على وجه التحديد بالسلامة في صناعة السكر كسبب لقراره.

##### نصب تذكاريه
في 7 فبراير 2009، تم تخصيص نصب تذكاري لتكريم الأشخاص الذين فقدوا في الانفجار  تم تكريسه في ليجاسي بارك، على أرض مصنع بورت وينتورث. غرمت إدارة السلامة والصحة المهنية 8.8 مليون دولار أمريكي في مايو 2010 بعد أن استشهدت الشركة بـ 211 انتهاكًا في مصنع بورت وينتورث ومصنع في جرامسي، لويزيانا. بعد مفاوضات التسوية، وافقت الشركة على دفع 6 ملايين دولار، مع عدم الاعتراف بأي خطأ.